# Ruth Benedict
Ruth Fulton Benedict (New York, 5 juni 1887 - aldaar, 17 september 1948) was een Amerikaanse antropoloog en folklorist.
Zij studeerde aan Vassar College en studeerde daar af in 1909. Nadat ze bij Elsie Clews Parsons studeerde en haar studie antropologie aan de New School of Social Research afrondde, startte ze in 1921 als promovendus aan de Columbia University, waar ze studeerde onder Franz Boas. Ze promoveerde en werkte vanaf 1923 aan de universiteit. Margaret Mead, met wie ze een romantische relatie had en Marvin Kauffman Opler, behoorden tot haar studenten en collega's.
Benedictus was voorzitter van de American Anthropological Association en was ook een prominent lid van de American Folklore Society. Ze werd de eerste vrouw die werd erkend als een vooraanstaand leider van een academisch geschoold beroep. Ze kan worden gezien als een hervormer in haar vakgebied, die zowel de antropologie als de volkenkunde transformeerde van de beperkte grenzen van studie naar cultuurkenmerk en de verspreiding daarvan en naar theorieën over uitingen als essentieel onderdeel van de interpretatie van cultuur. Ze bestudeerde de relaties tussen persoonlijkheid, kunst, taal en cultuur en benadrukte dat zulke eigenschappen niet geïsoleerd of op zichzelf staand bestonden. Deze theorie zette ze uiteen in haar boek Patterns of Culture uit 1934.

## Vroege jeugd
Benedict werd in 1887 als Ruth Fulton geboren in New York als dochter van Beatrice Shattuck en Frederick Fulton. Haar moeder werkte als onderwijzeres, haar vader was homeopathische arts en chirurg. Hoewel vader Fulton dol was op zijn werk en onderzoek, leidde het uiteindelijk tot zijn voortijdige dood, aangezien hij tijdens een van zijn operaties in 1888 een onbekende ziekte opliep. Vanwege zijn ziekte verhuisde het gezin naar Norwich (New York), naar de boerderij van de grootouders van Ruths moeder, genaamd de Shattucks. Een jaar later stierf hij, tien dagen nadat hij was teruggekeerd van een reis naar Trinidad waar hij op zoek was gegaan naar genezing.
Fultons moeder was diep getroffen door het overlijden van haar man. Wanneer haar man genoemd werd, werd haar moeder overmand door verdriet; elke maand maart huilde haar moeder in de kerk en in bed. Ruth haatte het verdriet van haar moeder en zag het als zwakte. Voor haar werden huilen in het openbaar en het uiten van pijn grote taboes. Ze herinnerde zich: 'Ik hield niet van mijn moeder; ik had een hekel aan haar rouwcultuur'. Hierdoor waren de psychologische effecten van haar jeugd op haar verdere leven ingrijpend: "in één klap ervoer ze [Ruth] het verlies van de twee meest voedzame en beschermende mensen om haar heen - het verlies van haar vader bij zijn dood en haar moeder aan verdriet'.
Als peuter kreeg Benedict de mazelen waardoor ze gedeeltelijk doof was, wat pas ontdekt werd toen ze naar school ging. Ze had als jong kind ook een fascinatie voor de dood. Toen ze vier jaar oud was, nam haar grootmoeder haar mee naar een pas overleden baby. Bij het zien van het gezicht van het dode kind, beweerde Benedict dat dit het mooiste was dat ze ooit had gezien.
Op zevenjarige leeftijd begon Benedict korte verzen te schrijven en las ze elk boek dat ze maar in handen kon krijgen. Haar favoriete auteur was Jean Ingelow en haar favoriete lectuur waren A Legend of Bregenz en The Judas Tree. Door te schrijven kon ze waardering krijgen van haar familie. Schrijven was haar uitlaatklep en ze schreef met een inzichtelijke perceptie over de realiteit van het leven. In haar laatste jaar van de middelbare school schreef ze bijvoorbeeld een stuk genaamd "Lulu's Wedding (A True Story)" waarin ze de bruiloft aanhaalde van een meisje dat dienstbode was. In plaats van de gebeurtenis te romantiseren, onthulde ze het ware, onromantische, gearrangeerde huwelijk dat Lulu onderging zodat de man haar zou trouwen, ook al was hij veel ouder.
Hoewel Benedicts fascinatie voor de dood al op jonge leeftijd begon, bleef ze haar hele carrière bestuderen hoe de dood mensen beïnvloedde. In haar boek Patterns of Culture bestudeerde Benedictus de Pueblocultuur en hoe ze met rouw en dood omgingen. Ze beschrijft in het boek dat individuen anders kunnen omgaan met reacties op de dood, zoals frustratie en verdriet. Samenlevingen hebben allemaal sociale normen die ze volgen; sommigen staan meer uitingen toe bij het omgaan met de dood, zoals rouw, terwijl in andere samenlevingen rouw niet erkent mag worden.

### Studententijd en huwelijk
Na de middelbare school konden haar zus Margery en Ruth met behulp van een studiebeurs naar de St. Margaret's School for Girls, een school voor voorbereidend wetenschappelijk onderwijs gaan. De meisjes sloten deze school met succes af en gingen in september 1905 naar het Vassar College, waar Ruth in een volledig vrouwelijke sfeer volledig opbloeide. In deze periode werd algemeen gedacht dat meisjes naar de universiteit gingen om vervolgens nooit te trouwen en geen kinderen te krijgen. Desalniettemin ontplooide Benedict op de universiteit haar interesses en ontdekte in het schrijven haar manier om zichzelf uit te drukken als een 'intellectuele radicaal', zoals ze soms door haar klasgenoten werd genoemd. Auteur Walter Pater had in deze tijd een grote invloed op haar leven toen ze ernaar streefde om zoals hij te zijn en een goed geleefd leven te leiden. Ze studeerde in 1909 samen met haar zus af met als major Engelse literatuur. Omdat ze niet zeker wist wat ze moest doen na haar studie, ontving ze een uitnodiging om een kosteloze rondreis door Europa te maken door een rijke curator van de school. Vergezeld door twee meisjes uit Californië, Katherine Norton en Elizabeth Atsatt, die ze nog nooit eerder had ontmoet, reisde ze een jaar lang door Frankrijk, Zwitserland, Italië, Duitsland en Engeland en kreeg ze tijdens de hele reis de kans om bij de lokale bevolking thuis te verblijven.
De daaropvolgende jaren had Benedict veel verschillende banen. Eerst probeerde ze betaald maatschappelijk werk voor de Charity Organization Society en later accepteerde ze een baan als lerares aan de Westlake School for Girls in Los Angeles. Terwijl ze daar werkte, kreeg ze haar interesse in Azië, wat later haar keuze voor veldwerk als werkende antropoloog zou beïnvloeden. Ze was echter ook niet gelukkig in deze baan en vertrok hier na een jaar om les te geven in Pasadena aan de Orton School for Girls. Deze jaren waren moeilijk, waarin ze leed aan depressie en ernstige eenzaamheid. Maar ze hield vast aan de hoop op een betere toekomst door het lezen van auteurs als Walt Whitman en Jefferies te lezen, die de waarde, het belang en het enthousiasme voor het leven benadrukten.
De zomer na haar eerste jaar lesgeven aan de Orton School, keerde ze terug naar de boerderij van de Shattucks. Daar werd ze regelmatig bezocht door Stanley Rossiter Benedict, een wetenschapper aan het Cornell Medical College. Ze had hem rond 1910 bij toeval ontmoet in Buffalo (New York). Die zomer accepteerde zij zijn huwelijksaanzoek. Net gehuwd, ondernam ze verschillende schrijfprojecten om actief te blijven naast het dagelijks huishoudelijk werk. Ze begon gedichten te publiceren onder verschillende pseudoniemen - Ruth Stanhope, Edgar Stanhope en Anne Singleton. Ze begon ook aan het schrijven van een biografie over Mary Wollstonecraft en andere minder bekende vrouwen die volgens haar meer erkenning verdienden voor hun werk en bijdragen. In 1918 begon het paar uit elkaar te groeien. Stanley liep een blessure op waardoor hij meer tijd buiten de stad wilde doorbrengen. Het echtpaar verhuisde naar Bedford Hills, buiten de stad, tot ongenoegen van Benedict.

## Carrière in de antropologie

### Onderwijs en vroege carrière
Toen Benedict een keuze voor een loopbaan wilde maken, besloot ze enkele lezingen bij te wonen aan de New School for Social Research. In dezelfde periode onderzocht ze ook de mogelijkheid om een onderwijskundige te worden. Op school volgde ze een vak genaamd "Sex in Ethnology", gegeven door Elsie Clews Parsons. Het vak had haar interesse, waarna ze nog een cursus antropologie volgde bij Alexander Goldenweiser, een student van de bekende antropoloog Franz Boas. In de tijd dat zij onder Goldenweiser studeerde, groeide haar interesse voor de antropologie. Haar vriendin Margaret Mead beschreef het als volgt: "Antropologie was het eerste wat voor Benedict logisch aanvoelde. Meer dan welke geordende benadering van het leven ooit." Na een jaar bij Goldenweiser te hebben gewerkt, stuurde hij Benedict in 1921 al als doctorandus naar Franz Boas aan de Columbia University. Ze ontwikkelde een hechte vriendschap met Boas, die in haar leven als een soort vaderfiguur fungeerde.
Boas bezorgde haar de daadwerkelijke doctorale accreditatie voor de cursussen die ze aan de New School for Social Research had gevolgd. Benedict schreef haar proefschrift "The Concept of the Guardian Spirit in North America", en promoveerde in antropologie in 1923. Benedict sloot ook een vriendschap met Edward Sapir, die haar aanmoedigde om haar studie naar de relatie tussen individuele creativiteit en culturele patronen voort te zetten. Sapir en Benedict hadden een gedeelde interesse in poëzie en lazen en bekritiseerden elkaars werk. Ze waren ook beiden geïnteresseerd in de psychologie en de relatie tussen de individuele persoonlijkheid en culturele patronen. De band tussen Sapir en Benedict kende echter ook onoverbrugbare verschillen. Met name zijn conservatieve genderideologie stond haaks op de strijd van Benedict voor emancipatie van de vrouw. Hoewel ze een tijdje heel goede vrienden waren, waren het uiteindelijk de verschillen in wereldbeeld en persoonlijkheid die ertoe leidden dat hun vriendschap vastliep.
Benedict gaf in 1922 haar eerste vakken antropologie aan het Barnard College. Onder de studenten bevond zich Margaret Mead, op wie Benedict een grote invloed had.
Boas beschouwde Benedictus als een aanwinst voor de afdeling antropologie en in 1931 benoemde hij haar tot universitair docent antropologie, iets wat onmogelijk was tot haar scheiding van Stanley Benedict in datzelfde jaar.
Een andere bekende student met groot aanzien voor Ruth Benedict, was Ruth Landes. In brieven die Landes aan Benedict stuurde, beschreef ze hoezeer ze geboeid was door de manier waarop Benedict haar lessen gaf en door de manier waarop ze de studenten dwong om op een onconventionele manier te denken.
Toen Boas in 1937 met pensioen ging, beschouwden de meeste van zijn studenten Ruth Benedict als de voor de hand liggende keuze als hoofd van de afdeling antropologie. Het bestuur van de Columbia Universiteit had echter andere ideeën over van vrouwelijke professionals dan Boas. Daarbij wilde de universiteitsvoorzitter Nicholas Murray Butler wilde de invloed van de Boasianen, die hij als politieke radicalen beschouwde, graag beteugelen. In plaats daarvan werd Ralph Linton, een van de voormalige studenten van Boas, een felle criticus van Benedicts cultuur en persoonlijkheid', benoemd tot hoofd van de afdeling. Benedict was beledigd door de benoeming van Linton. Hierdoor raakte de antropologie faculteit verdeeld tussen de twee rivalen Linton en Benedict: beiden ervaren antropologen met invloedrijke publicaties. Geen van beiden citeerde ooit het werk van een ander.

### Relatie met Margaret Mead
Margaret Mead en Ruth Benedict worden beschouwd als de twee meest invloedrijke en beroemde antropologen van hun tijd. Beiden hadden een passie voor hun werk en ze waren beiden van trots om een succesvolle werkende vrouw te zijn in een tijd dat dit ongebruikelijk was. Ze stonden erom bekend elkaars werk vaak te bekritiseren, maar hadden echter een vriendschap die in de beginperiode ook seksueel van aard was. Zowel Benedic als Mead wilden de stereotypen over vrouwen toentertijd achter zich laten en laten zien dat werkende vrouwen succesvol kunnen zijn, ook al werd het professionele werkveld gezien als een mannenwereld. In 1946 ontving Benedict de Achievement Award van de American Association of University Women. Nadat Benedict stierf aan een hartaanval in 1948, hield Mead de nalatenschap van Benedicts werk in leven door projecten van Benedict voort te zetten. Verder bewerkte en publiceerde ze de aantekeningen van studies die Benedictus haar leven ;ang had verzameld.

### Na de Tweede Wereldoorlog
Voordat de Tweede Wereldoorlog begon, gaf Benedict lezingen aan het Bryn Mawr College voor het Anna Howard Shaw Memorial Lectureship. Deze lezingen waren gericht op het idee van synergie. Tijdens de Tweede Wereldoorlog richtte ze zich echter op andere antropologische onderwerpen waardoor de lezingen nooit in hun geheel gepubliceerd zijn. Nadat de oorlog voorbij was, concentreerde ze zich op het voltooien van haar boek The Chrysanthemum and the Sword. Haar originele aantekeningen voor de synergie-lezing werden na haar dood nooit teruggevonden. Ze werd in 1947 verkozen tot Fellow van de American Academy of Arts and Sciences. Ze zette haar onderwijs na de oorlog voort en bereikte de positie van hoogleraar twee maanden voor haar dood in 1948.

## Werk

### Patterns of Culture
Benedicts boek Patterns of Culture (1934) werd vertaald in veertien talen.
In het voorwoord in Patterns of Culture, geschreven door Margaret Mead, is de kerngedachte in het boek "haar blik op de menselijke culturen als 'persoonlijkheid". Benedict schreef zelf in het boek: "Een cultuur is, net als een individu, een min of meer consistent patroon van denken en doen" (46). Elke cultuur, zo vervolgt ze, kiest uit "het grote spectrum van de menselijke mogelijkheden" slechts enkele kenmerken die de leidende persoonlijkheidskenmerken worden van de personen die in die cultuur leven. Deze eigenschappen bevatten een onderling afhankelijke constellatie van esthetiek en waarden in elke cultuur die samen een unieke gestalt vormen.
Ze beschreef bijvoorbeeld de nadruk op beheersdheid in Puebloculturen in het Zuidwesten van Amerika en de nadruk op terugtrekking in de Indiaanse culturen van de Great Plains. Ze gebruikte de nietzscheaanse tegenstellingen van "Apollonian" en "Dionysian" als stimulans voor haar denken over deze Indiaanse culturen. Ze beschrijft hoe in het oude Griekenland de aanbidders van Apollo tijdens hun feesten de nadruk legden op orde en rust.
Daarentegen benadrukten de aanbidders van Dionysus, de god van de wijn, wildheid, verlating en loslaten, net als indianen. Ze beschreef in detail de contrasten tussen rituelen, overtuigingen en persoonlijke voorkeuren tussen mensen van verschillende culturen om te laten zien hoe elke cultuur een 'persoonlijkheid' had die bij elk individu werd aangemoedigd.
Andere antropologen van de cultuur- en persoonlijkheidsschool ontwikkelden deze ideeën ook, met name Margaret Mead in haar Coming of Age in Samoa, welke werd gepubliceerd vóór "Patterns of Culture" en Sex and Temperament in Three Primitive Societies, gepubliceerd net nadat Benedicts boek uitkwam. Benedict was een senior student van Franz Boas toen Mead bij hen begon te studeren, en ze hadden een uitgebreide en wederzijdse invloed op elkaars werk. Abram Kardiner werd ook beïnvloed door deze ideeën en na verloop van tijd ontstond het concept van 'modale persoonlijkheid': het cluster van eigenschappen waarvan men denkt dat het wordt waargenomen bij mensen van een bepaalde cultuur.
Benedict geeft in Patterns of Culture uiting aan haar geloof in cultureel relativisme. Ze wilde laten zien dat elke cultuur zijn eigen morele vereisten heeft die alleen begrepen kunnen worden als je die cultuur als geheel bestudeert. Het was verkeerd, meende ze, om de gewoonten of waarden van een andere cultuur in diskrediet te brengen. Die gebruiken hadden een betekenis voor de mensen die ze leefden en die moesten niet worden afgewezen of gebagatelliseerd. We moeten niet proberen mensen alleen naar onze maatstaven te evalueren. Moraliteit, betoogde ze, was relatief ten opzichte van de waarden van de cultuur waarin men opereerde.
Ze beschreef de Kwakiutl van de Pacific Northwest (gebaseerd op veldwerk van haar mentor Boas), de Pueblo van New Mexico (naar eigen veldwerk), de naties van de Great Plains, de Dobucultuur van Nieuw-Guinea (veldwerk van Mead en Reo Fortune). Daarin bewees ze dat hun waarden begrijpelijk zijn in termen van hun eigen coherente culturele systemen, ook al lijken ze misschien vreemd. Daarmee dienen ze begrepen en gerespecteerd moeten worden. Dit vormde ook een centraal argument in haar latere werk over de Japanners na de Tweede Wereldoorlog.
Critici hadden bezwaar op de mate van abstractie en generalisatie die inherent is aan de benadering van "cultuur en persoonlijkheid". Sommigen betoogden dat bepaalde patronen die ze vond, slechts een deel of een subset van de hele cultuur kunnen zijn. David Friend Aberle schrijft bijvoorbeeld dat de Pueblo misschien kalm en zachtaardig zijn en veel waarde hechten aan rituelen in de ene situatie, maar dat ze achterdochtig, vergeldend of oorlogszuchtig zijn in andere omstandigheden.
In 1936 werd Benedict benoemd tot assistent professor aan de Columbia-universiteit. Op dat moment had ze echter al diverse studenten begeleid, waaronder Margaret Mead en Ruth Landes.
Benedict was een van de toonaangevende cultureel antropologen die door de Amerikaanse regering werden geworven voor oorlogsgerelateerd onderzoek en overleg nadat de Verenigde Staten deelnamen aan de Tweede Wereldoorlog.

### "The Races of Mankind"
Een van Benedicts minder bekende werken was een pamflet "The Races of Mankind" dat ze schreef met haar collega van de afdeling antropologie van de Columbia University, Gene Weltfish. Dit pamflet was bedoeld voor Amerikaanse troepen en beschreef in eenvoudige taal met cartoonillustraties de wetenschappelijke casus tegen racistische overtuigingen.

### The Chrysanthemum and the Sword
Benedict staat niet alleen bekend om haar eerdere werk Patterns of Culture, maar ook om haar latere boek The Chrysanthemum and the Sword, de studie van de samenleving en cultuur van Japan die ze in 1946 publiceerde, met de resultaten van haar oorlogstijdonderzoek.
Dit boek is een voorbeeld van Antropologie op afstand. Noodgedwongen bestudeerden antropologen cultuur door middel van literatuur, krantenknipsels, films en opnames enz. om de Geallieerden te helpen in de Tweede Wereldoorlog. Omdat antropologen nazi-Duitsland of Japan niet konden bezoeken onder Hirohito, gebruikten ze de culturele materialen om op afstand studies te maken. Ze probeerden de culturele patronen te begrijpen die hun agressie zouden kunnen veroorzaken en hoopten mogelijke zwakheden of gemiste overtuigingen te vinden.
Het werk van Benedict in de Tweede Wereldoorlog omvatte een grote studie, grotendeels voltooid in 1944, gericht op het begrijpen van de Japanse cultuur. De Amerikanen merkten dat ze geen goed begrip hadden van de Japanse cultuur. Zo vonden Amerikanen het normaal dat Amerikaanse krijgsgevangenen hun families wilden laten weten dat ze in leven waren en dat ze zwegen wanneer hen werd gevraagd om militaire informatie. Japanse krijgsgevangenen daarentegen verstrekten vrijelijk informatie en hadden geen behoefte om contact met hun familie op te nemen. Ook begrepen ze niet waarom Aziatische volkeren de Japanners niet als hun bevrijders van het westerse kolonialisme zagen, of waarom deze volkeren hun zogenaamd rechtvaardige hiërarchische positie accepteerden onder Japans bewind.
Benedictus speelde een belangrijke rol bij het begrijpen van de plaats van de keizer van Japan in de Japanse populaire cultuur. Ook was ze betrokken bij het advies aan president Franklin D. Roosevelt dat de voortzetting van het bewind van de keizer deel moest uitmaken van de uiteindelijke capitulatie.
Verschillende Japanners die dit werk hebben gelezen, vonden het werk volgens Margaret Mead over het algemeen accuraat, maar enigszins "moralistisch". Secties van het boek werden genoemd in Takeo Doi 's boek, The Anatomy of Dependence. Hoewel Doi zeer kritisch was over het concept van Benedict dat Japan een 'schaamtecultuur' heeft, waarin de nadruk ligt op hoe iemands morele gedrag voor buitenstaanders lijkt, in tegenstelling tot een christelijke 'schuldcultuur', zoals in westerse culturen, waarbij de nadruk ligt op het innerlijke geweten van het individu. Doi verklaarde dat Benedict met deze claim duidelijk impliceert dat het Japanse waardesysteem inferieur zou zijn aan het westerse.

## Nalatenschap
De American Anthropology Association reikt jaarlijks een prijs uit, genoemd naar Benedict. De 'Ruth Benedict-prijs' heeft twee categorieën, een voor monografieën van één schrijver en een voor bewerkte werken. De prijs erkent 'excellentie in een wetenschappelijk werk, geschreven vanuit een antropologisch perspectief over een lesbisch, homo-, biseksueel of transgender onderwerp'.
Op 20 oktober 1995 werd er ter ere van Benedict een postzegel uitgegeven in de serie Great Americans.
Aan de Stony Brook University is Benedict College naar haar vernoemd.
In 2005 werd Ruth Fulton Benedict opgenomen in de National Women's Hall of Fame.